# James Kay-Shuttleworth
Pour les articles homonymes, voir Shuttleworth.
James Phillips Kay-Shuttleworth, 1er baronnet (20 juillet 1804 - 26 mai 1877) (né James Kay) de Gawthorpe Hall, Lancashire, est un homme politique et pédagogue britannique. Il fonde un collège d'enseignement supérieur qui devient une université.

## Biographie
Il est né James Kay à Rochdale, Lancashire, le fils de Robert Kay. Il est le frère de Joseph Kay et d'Edward Ebenezer Kay.
Au début engagé dans une banque de Rochdale en 1824, il devient étudiant en médecine à l'Université d'Édimbourg. Installé à Manchester vers 1827, il joue un rôle déterminant dans la création de la Manchester Statistical Society. Il travaille pour le dispensaire d'Ardwick et d'Ancoats. Bien qu'il soit encore connu simplement sous le nom de Dr James Kay, il écrit La condition morale et physique de la classe ouvrière employée dans la fabrication du coton à Manchester (1832), qui est citée par Friedrich Engels dans La condition de la classe ouvrière en Angleterre. L'expérience qu'il a ainsi acquise de la situation des pauvres dans les districts industriels du Lancashire, ainsi que son intérêt pour les sciences économiques, ont conduit à sa nomination en 1835 en tant que commissaire aux pauvres dans le Norfolk et le Suffolk, puis dans les districts de Londres. En 1839, il est nommé premier secrétaire du comité formé par le Conseil privé pour administrer la subvention du gouvernement pour l'enseignement public en Grande-Bretagne.
En 1840, il fonde avec E. Carleton Tufnell, le Battersea Normal College pour la formation des enseignants des enfants pauvres. Il devient le Collège de St Mark et St John à Battersea, Londres et plus tard le University College Plymouth St Mark &amp; St John. En 2012, elle obtient le plein statut universitaire en tant qu'université de St Mark &amp; St John. Le collège d'origine est le premier collège de formation pour les enseignants. Le système actuel d'éducation scolaire nationale, avec une inspection publique, des enseignants formés et son soutien par l'État ainsi que des fonds locaux, est largement dû à l'initiative des fondateurs.
Une dégradation de sa santé le conduit à démissionner de son poste au sein du comité en 1849 mais son rétablissement lui permet de prendre une part active aux travaux du comité central de secours institué sous Lord Derby, lors de la Pénurie de coton du Lancashire en 1861– 1865. Il est créé baronnet de Gawthorpe Hall dans le comté palatin de Lancastre en 1849. Jusqu'à la fin de sa vie, il s'intéresse aux mouvements du Parti libéral dans le Lancashire et aux progrès de l'éducation. Sa physiologie, pathologie et traitement de l'asphyxie est devenue un manuel standard, et il a également écrit de nombreux articles sur l'éducation publique. Il est également l'une des figures clés de la fondation de la Girls' Day School Trust et est membre de leur conseil jusqu'à peu de temps avant sa mort. Il est haut shérif du Lancashire en 1864. Charlotte Brontë rencontre Elizabeth Gaskell pour la première fois chez lui .
James Kay-Shuttleworth est décédé en 1877 à Londres et est enterré au cimetière de Brompton, à Londres.

## Vie privée
En 1842, il épouse Janet Shuttleworth (née le 9 novembre 1817), prenant par licence royale le nom et les armes de son épouse. Sa femme hérite du domaine centré sur Gawthorpe Hall à Padiham à l'âge de quatre mois.
Ils ont cinq enfants. Son fils, Ughtred James Kay-Shuttleworth (1844-1939), l'aîné, devient un homme politique libéral bien connu, siégeant au Parlement pour Hastings de 1869 à 1880 et pour la circonscription de Clitheroe du Lancashire de 1885 à 1902, quand il est créé baron Shuttleworth. Il est Chancelier du duché de Lancastre en 1886 et secrétaire de l'Amirauté en 1892–1895.